# Lom (gmina Mežica)
Lom – wieś w Słowenii, w gminie Mežica. W 2018 roku liczyła 88 mieszkańców.